# HDAX
| HDAX                     |              |
| Performanceindex         |              |
| ISIN                     | DE0008469016 |
| WKN                      | 846901       |
| Kursindex                |              |
| ISIN                     | DE0008469974 |
| WKN                      | 846997       |
| 100 Aktien Dezember 2023 |              |

Der HDAX (Hunderter Deutscher Aktienindex) der von der Deutschen Börse als Performanceindex und als Kursindex berechnet wird. Er fasst die Werte aller Unternehmen aus den deutschen Auswahlindizes DAX, MDAX und TecDAX zusammen. Damit besitzt er gegenüber dem deutschen Leitindex DAX eine breitere Basis. Durch die parallele Aufnahme von Aktien in den TecDAX, welche bereits im DAX oder MDAX enthalten sind, ist die Gesamtzahl von enthaltenen Werten im HDAX variabel.
Der HDAX ist der Nachfolgeindex des DAX100, der ehemals (vor Verkleinerung des MDAX) die 30 DAX-Werte und die 70 MDAX-Werte umfasste. Die historische Entwicklung des HDAX wurde um die des DAX100 ergänzt. Der Index wurde normiert auf einen Basiswert von 500 Punkten zum 30. Dezember 1987.